# Buonalbergo
Buonalbergo là một đô thị ở tỉnh Benevento trong vùng Campania, có vị trí khoảng 70 km về phía đông bắc của Napoli và khoảng 20 km về phía đông bắc của Benevento. Tại thời điểm ngày 31 tháng 12 năm 2004, đô thị này có dân số 1.891 người và diện tích là 25,1 km².
Buonalbergo giáp các đô thị: Apice, Casalbore, Montecalvo Irpino, Paduli, San Giorgio La Molara, Sant'Arcangelo Trimonte.